# Bastilia

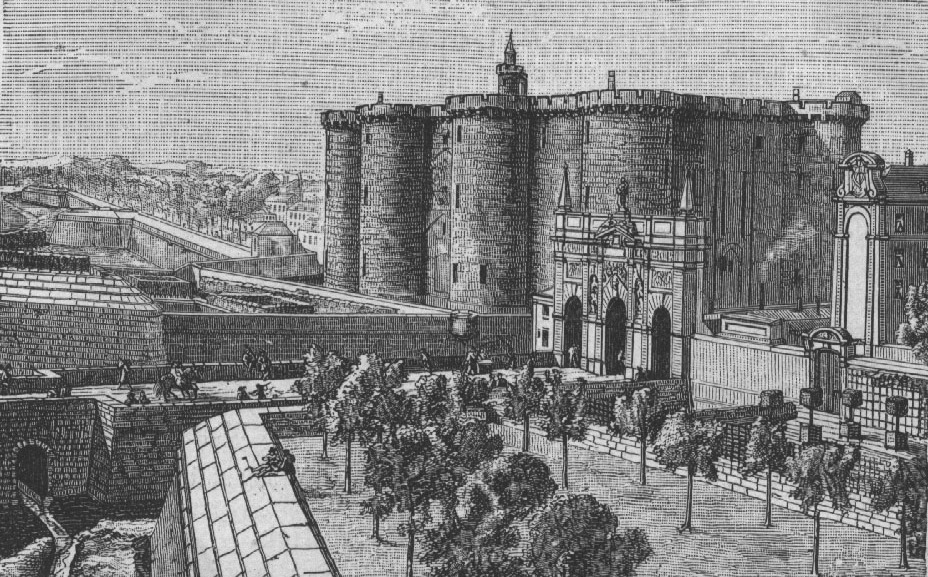
Bastilia din Paris

Bastilia, cu numele complet Bastille Saint-Antoine (48°51′12″N 2°22′9″E / 48.85333°N 2.36917°E) a fost o fortăreață construită în Paris, pe locul unde în prezent se află piața Place de la Bastille.
Destinația inițială era cea de apărare a porții Saint-Antoine. A fost construită în timpul domniei lui Carol al V-lea cel Înțelept (1364-1380), între 1370 și 1383, de Hugues Aubriot, după modelul curent în epocă, cu patru turnuri. Ulterior i s-au mai adăugat alte patru turnuri. Avea lungime de 66 m, lățimea de 34 m și înălțimea de 24 m, la nivelul turnurilor. Era înconjurată de un șanț adânc de 8 m. Cele 8 turnuri purtau nume distincte, și anume: tours de Coin (de colț), de la Chapelle (al capelei), du Trésor (al tezaurului), de la Comté, de la Bertaudière, de la Basinière, du Puits (al puțului) și de la Liberté (al libertății).
Întrucât utilitatea militară s-a dovedit insuficientă, a fost construit alt fort pentru apărarea Parisului, iar Bastilia a fost utilizată inițial pentru păstrarea tezaurului, apoi ca loc de primire pentru Francisc I (1515-1547), pentru ca apoi, cardinalul Richelieu să-l transforme în închisoare de stat pentru opozanții regimului, devenind un simbol al monarhiei absolutiste, al opresării existente în Franța sfârșitului de secol XVIII.

## Căderea Bastiliei
A reprezentat momentul de început pentru Revoluția franceză când, pe 14 iulie 1789 a fost cucerită de revoluționarii care căutau acolo praf de pușcă. O mulțime dezlănțuită, de peste 40.000 de oameni, a pătruns în fort și a luat cele peste 30.000 de puști și 12 tunuri.

## Demolarea Bastiliei

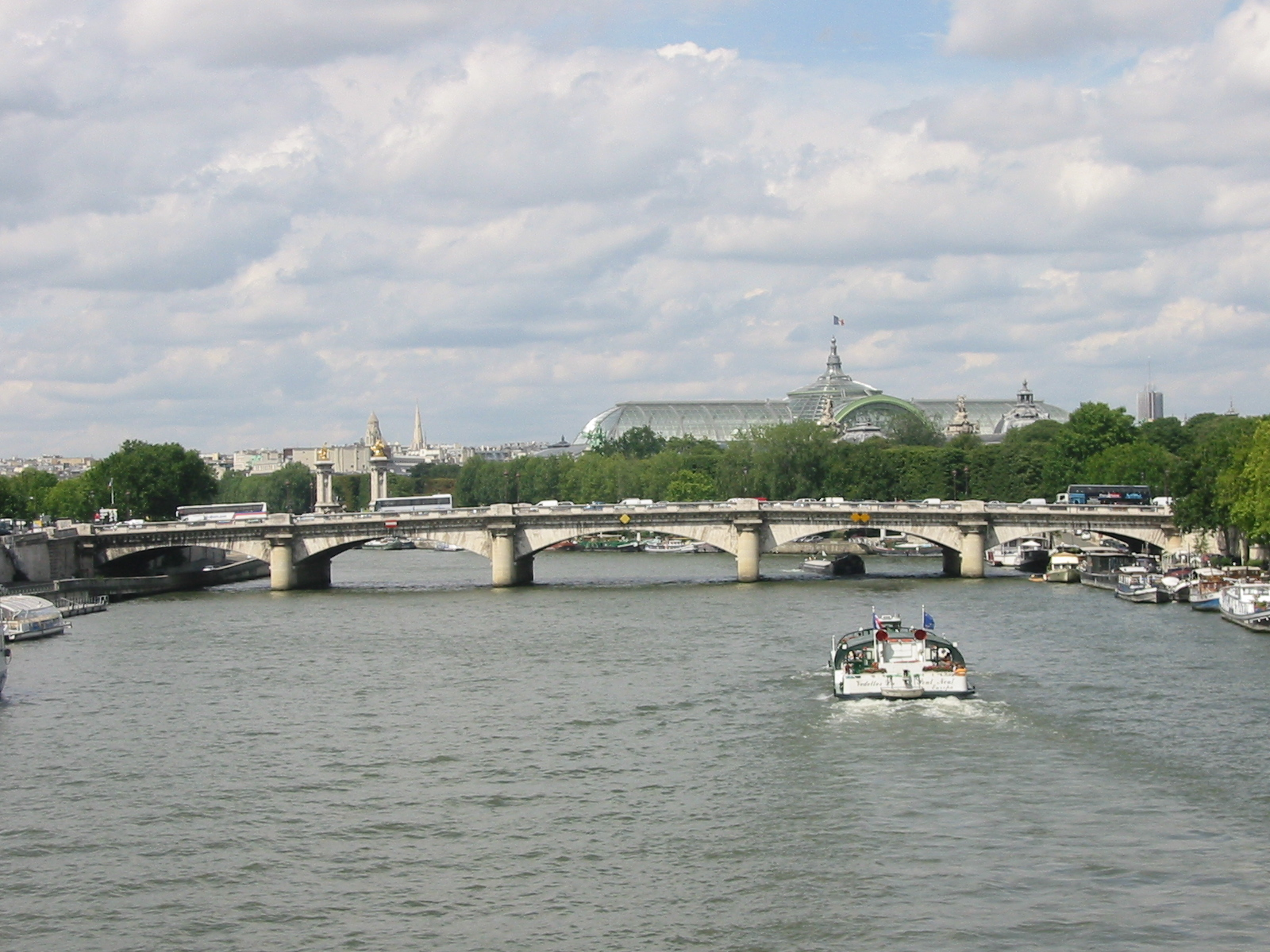
Pont de la Concorde

Demolarea a început pe 16 iulie, la inițiativa unui antreprenor privat, Palloy, care a vândut o parte din pietre ca suveniruri (după ce sculptase pe ele o miniatură a Bastiliei). Majoritatea pietrelor au fost folosite pentru a construi un pod peste Sena, le Pont de la Concorde.